# Бернард Сильван
Бернард Сильван (італ. Bernardo Sylvano; Bernardus Sylvanus) (*1465 р., Еболі — †?) — італійський географ, картограф та гуманіст.

## Життєпис
Жив у Венеції, 1511 року видав там «Географію» Клавдія Птолемея з 28 дереворитними картами, у тому числі карту світу у формі серця. Усі 27 античних карт Б. Сильван осучаснив і актуалізував їх картографічний зміст, додавши сучасні назви. Особливістю цього видання є те, що вперше карти були віддруковані у дві фарби (чорна, червона), до того ж двосторонньо. Чорним підписано назви місцевостей, лісів і гір, червоним — морів, племен і країн. Видавець та гравер карт – Якобо Пент з Лєуки (Jacobus Pentius de Leucho). Мова мап латинська.
1482 року «Географію» Клавдія Птолемея видав Франческо Берлінг'єрі.

## Карти України
Українські землі показано на Восьмій карті Європи (OCTAVA• EVROPAE•TABVLA) та частково на Четвертій (QVARTA•EVROPAE •TABVLA) та Дев’ятій картах Європи (NONA • EVROPAE • TABVLA).
В тій частині Четвертої карти Європи, що охоплює українські землі (до неї відноситься назва Sarmatiae Europae pars) позначені тільки Карпати ( Carpatus mons), а також землі де проживало плем'я язиґів.
На Восьмій карті Європи (OCTAVA• EVROPAE•TABVLA) написи: Європейська Сарматія (Sarmatia Evropae), Азійська Сарматія (Sarmatiae Asiaticae Pars), Таврика Херсонська (Tavrica Chersonesus) та ін. Густа мережа населених пунктів позначена на території Кримського півострова, між Дністром (Tyras f.), Дніпром (Boryfthenes f.) та Азовським морем (Palvs Maeotis), серед них: Ordesus, Olbia, Firum, Amadocba. Amagarium. На території Таврії підписано назву племені тавроскіфів (Tavroscytae), вище Карпат (Carpates mons) – карпів (Carpiani) і т. д.
На Дев’ятій карті Європи (NONA•EVROPAE•TABVLA), яка охоплює територію від Балканського півострова (територію сучасних Румунії, Болгарії та європейської частини Туреччини) до Карпат (Carpatus mons), на північ від яких показано Європейську Сарматію (Sarmatiae Evropae Pars).
На карті подано окраїну українських земель, що названа Нижньою Мізією (Mysia infe.). Показано дельту Дунаю (Ister f.), гирло Дністра (Tiras f.), Дніпра (Boristenis f.), Тилігулу (Axiaces f.). Уздовж річок позначені міста: Тіра (Tyras) – тепер м. Білгород-Дністровський, Ніконіум (Niconium), Офіуса (Ophiusa), Физея (Physea), На узбережжі Чорного моря (Mare. Ponticvm vel. Pontus Evxinvs) та в дельті Дунаю показані грецькі колонії Thiagola, Psedosimus, Calestemium, Chilia, Arpiepolis та Тилігульський лиман, зображений у вигляді озера (Thiagola palus), на 47-й паралелі — острів Зміїний. Вище русла Дністра – малюнок у вигляді широкого пасма гір (зображено Карпати).